# 香港2010年度授勳及嘉獎名單
香港2010年授勳名單，2010年7月1日於憲報刊登，共有306人授勳及嘉獎，這是香港回歸以來第13份授勳名單。勳銜頒授典禮於11月20日在禮賓府舉行。

## 授勳及嘉獎名單

### 大紫荊勳章
- 曾俊華先生，大紫荊勳賢，JP
- 夏佳理議員，大紫荊勳賢，GBS，JP
- 梁智鴻議員，大紫荊勳賢，GBS，JP
- 何鴻燊博士，大紫荊勳賢，GBS
- 馮國經博士，大紫荊勳賢，GBS
- 田家炳博士，大紫荊勳賢
- 高錕爵士，大紫荊勳賢

### 金紫荊星章
- 曾德成先生，GBS，JP
- 林鄭月娥女士，GBS，JP
- 梁君彥議員，GBS，JP
- 李啟明先生，GBS，JP
- 周文耀先生，GBS，JP
- 許晉奎先生，GBS，JP
- 戴德豐博士，GBS，JP
- 尤曾家麗女士，GBS，JP
- 張震遠先生，GBS，JP[註 1]
- 陳鎮源先生，GBS，JP
- 麥齊光先生，GBS，JP
- 鄭經翰先生，GBS，JP

### 金英勇勳章
- 黃福榮先生，MBG（追授）
- 楊俊傑先生，MBG（追授）

### 銀紫荊星章
- 李鳳英議員，SBS，JP
- 李大壯先生，SBS，JP
- 林薇玲醫生，SBS，JP
- 陳耀星先生，SBS，JP
- 吳守基先生，SBS，MH，JP
- 孔郭惠清女士，SBS，JP
- 江樂士先生，SBS，SC，JP（Mr. Ian Grenville CROSS, S.B.S., S.C., J.P.）
- 余志穩先生，SBS，JP（Mr. Stephen Frederick FISHER, S.B.S., J.P.）
- 張景文先生，SBS，JP
- 陳弘毅教授，SBS，JP
- 陳育德先生，SBS，JP
- 劉長樂先生，SBS，JP
- 劉麥懿明女士，SBS，JP
- 羅家駿先生，SBS，JP
- 任達榮先生，SBS，PDSM
- 吳宇森先生，SBS
- 林淑儀女士，SBS
- 計佑銘先生，SBS
- 彭冲先生，SBS
- 靳埭強先生，SBS
- 蕭曾鳳群女士，SBS
- 余宇康教授，SBS
- 蔡耀君先生，SBS

### 紀律部隊及廉政公署卓越獎章
香港警察卓越獎章
- 洪克偉先生，PDSM
- 鄧厚江先生，PDSM
- 孫貴良先生，PDSM

香港消防事務卓越獎章
- 陳楚成先生，FSDSM
- 黃世銓先生，FSDSM
- 羅雄先生，FSDSM

香港海關卓越獎章
- 譚偉綸先生，CDSM

香港懲教事務卓越獎章
- 邱子昭先生，CSDSM

政府飛行服務隊卓越獎章
- 馬信康機長，GDSM，MBB（Captain Trevor Keith MARSHALL, G.D.S.M., M.B.B.）
- 柯俊柏醫生，GDSM（Dr. Francis Martin O'TREMBA, G.D.S.M.）

### 銅紫荊星章
- 李應生先生，BBS，MH，JP
- 周轉香女士，BBS，MH，JP
- 高寶齡女士，BBS，MH，JP
- 黃戊娣女士，BBS，MH，JP
- 鄧楊詠曼女士，BBS，MH，JP
- 黎樹濠先生，BBS，MH，JP
- 王球安先生，BBS，JP
- 何耀華博士，BBS，JP
- 吳家光先生，BBS，JP
- 高彥鳴教授，BBS，JP
- 陳任慧芬女士，BBS，JP
- 彭景良先生，BBS，JP
- 黃龍德博士，BBS，JP
- 葉滿華先生，BBS，JP
- 趙曾學韞博士，BBS，JP
- 鄧滿祥先生，BBS，JP
- 黎葉寶萍女士，BBS，JP
- 鄭琴淵女士，BBS，MH
- 陳國旗先生，BBS
- 劉天生先生，BBS
- 林志傑醫生，BBS，MH
- 區潔名先生，BBS，MH
- 黎志棠先生，BBS，MH
- 廖志強先生，BBS
- 尹慶源先生，BBS
- 江素惠女士，BBS
- 何志豪先生，BBS
- 李三元先生，BBS
- 李文達先生，BBS
- 李何詠雯女士，BBS
- 周安達源先生，BBS
- 張明敏先生，BBS
- 許佳陵先生，BBS
- 陳景祥先生，BBS
- 陸貽信先生，BBS，SC
- 程伯中教授，BBS
- 黃貴權醫生，BBS
- 黃寶蓮女士，BBS
- 劉啟雄先生，BBS
- 劉夢熊博士，BBS[註 2]
- 蔣慶華先生，BBS
- 譚劉美賜女士，BBS

### 紀律部隊及廉政公署榮譽獎章
香港警察榮譽獎章
- 王永明先生，PMSM
- 王金華先生，PMSM
- 江榮林先生，PMSM
- 吳錦章先生，PMSM
- 岑維健先生，PMSM
- 李翼龍先生，PMSM
- 徐睿聯女士，PMSM
- 梁敏光先生，PMSM
- 陳光輝先生，PMSM
- 陳錦華先生，PMSM
- 程錦球先生，PMSM
- 華宏禮先生，PMSM（Mr. William Robert WHITE, P.M.S.M.）
- 黃耀榮先生，PMSM
- 趙慧賢女士，PMSM
- 劉富生先生，PMSM
- 劉業成先生，PMSM
- 鮑偉文先生，PMSM
- 顏楚國先生，PMSM
- 羅夢熊先生，PMSM
- 顧月華女士，PMSM

香港消防事務榮譽獎章
- 李建日先生，FSMSM
- 林漢平先生，FSMSM
- 焦志鴻先生，FSMSM
- 楊世謙先生，FSMSM
- 楊燦麟先生，FSMSM
- 楊鍾孝先生，FSMSM

香港入境事務榮譽獎章
- 李彼德先生，IMSM
- 黃容小柔女士，IMSM
- 黃桂邦先生，IMSM
- 楊雁娟女士，IMSM

香港海關榮譽獎章
- 方輝鴻先生，CMSM
- 朱文建先生，CMSM
- 何繼開先生，CMSM
- 陳志洪先生，CMSM

香港懲教事務榮譽獎章
- 羅偉鋒先生，CSMSM
- 林照輝先生，CSMSM
- 高少斌先生，CSMSM
- 陳健華先生，CSMSM
- 陳熾發先生，CSMSM

政府飛行服務隊榮譽獎章
- 黃騰堅先生，GMSM

香港廉政公署榮譽獎章
- 貝律先生，IMS（Mr. Michael BURLEY, I.M.S.）
- 譚健華先生，IMS

### 榮譽勳章
- 張偉球先生，MH，JP
- 莫鳳儀女士，MH，JP
- 李蓮女士，MH
- 周錦祥先生，MH
- 梁皓鈞先生，MH
- 陳志超先生，MH
- 陳國華先生，MH
- 黃建彬先生，MH
- 楊倩紅女士，MH
- 林亨利先生，MH
- 梁偉文先生，MH
- 陳少棠先生，MH
- 陳華裕先生，MH
- 曾憲強先生，MH
- 潘兆文先生，MH
- 駱水生先生，MH
- 文仁先生，MH
- 陳蕊莊女士，MH
- 曾恩發先生，MH
- 廖子強先生，MH
- 劉焯榮先生，MH
- 蔡玉坤先生，MH
- 羅世光先生，MH
- 蘇祉祺博士，MH
- 文區熙倫女士，MH
- 王仕中博士，MH
- 司徒國賢先生，MH
- 何李美笑女士，MH
- 余潔儂女士，MH
- 吳少強先生，MH
- 李煌添先生，MH
- 林雪梅女士，MH
- 林錫光先生，MH
- 邱瑞芬女士，MH
- 施教明先生，MH
- 容潔芝女士，MH
- 區永海先生，MH
- 區耀明先生，MH
- 張學修先生，MH
- 梁偉浩先生，MH
- 陸海女士，MH
- 麥家碧女士，MH
- 黃兆明先生，MH
- 黃周娟娟女士，MH
- 黃長猷先生，MH
- 黃基先生，MH
- 黃紹忠先生，MH
- 黃慧蘭女士，MH
- 楊志偉先生，MH
- 董志發先生，MH
- 趙德鴻先生，MH
- 劉信通醫生，MH
- 歐靜美女士，MH
- 蔡金華先生，MH
- 鄭國杰博士，MH
- 鄭淇德醫生，MH
- 鄧宛霞女士，MH
- 鄧貴泰先生，MH
- 鄧鉅明先生，MH
- 鄧福康先生，MH
- 羅乃新女士，MH
- 關仲賢先生，MH
- Mr. Buddhi Bahadur THAPA，MH

### 行政長官社區服務獎狀
- 陳灶良先生
- 陳秀雲女士
- 陳連偉先生
- 傅元章先生
- 蔡澤鴻先生
- 盧慧蘭女士
- 鍾群珍女士
- 胡偉民先生，BBS
- 金培達先生，MH
- 張維醫生，MH
- 何樹忠先生
- 余琦琦女士
- 吳恩榮先生
- 李和達先生（Mr. Ahmed Shahzada SALEEM）
- 李婉卿女士
- 李惠芬女士
- 沃馮嬿琼女士
- 周建業先生
- 周錦威博士
- 林立信先生
- 林國蘭女士
- 林鑑貞女士
- 施振銜先生
- 紀治興先生
- 胡業輝先生
- 韋漢娜女士（Miss Hannah WILSON）
- 夏德建先生
- 孫鴻華先生
- 區杞森先生
- 陳少琪先生
- 彭華根先生
- 黃頌先生
- 黃頌良先生
- 黃麗琼女士
- 楊世達醫生
- 楊世模博士
- 葉文意女士
- 葉長安先生
- 葉蕙蓮女士
- 劉少維先生
- 歐詠芝女士
- 鄭天慧女士
- 鄭承隆先生
- 鄧永康先生
- 駱志鴻先生
- 鍾惠明先生
- 鍾德全先生
- 譚燕玉女士
- 嚴煥偉先生
- 顧家彥先生
- Ms. Vandana RAJWANI

### 行政長官公共服務獎狀
- 劉明光先生，JP
- 盧傅偉先生，JP
- 胡敏成先生
- 許偉成先生
- 斐博歷先生（Mr. Brett McEwan FREE）
- 葉智強先生
- 孔榮遠先生
- 文錦山先生
- 王炳輝先生
- 司徒元傑先生
- 朱麥玉嬋女士
- 何俊傑先生
- 吳志翔醫生
- 吳茂勝先生
- 李小玲女士
- 李小苑醫生
- 李友德先生
- 李先華先生
- 李俊傑先生
- 李淑貞女士
- 杜光旭先生
- 杜瑞緯先生
- 祁偉良先生
- 高宇宙先生
- 張少猷工程師
- 張觀霖先生
- 梁浩斌先生
- 梁黎艷明女士
- 郭永秋先生
- 陳世傳先生
- 陳卓生先生
- 陳若藹女士
- 陳漢光先生
- 湯李欣欣女士
- 舒從添先生
- 馮炳懷先生
- 黃志輝先生
- 黃敬瑋先生
- 廖志偉先生
- 趙富華先生
- 蔡志滿先生
- 鄭瑞英女士
- 黎耀強先生
- 賴榮華先生
- 鍾少文先生
- 鍾啟彥先生
- 韓日強先生
- 韓國松先生
- 魏國威先生
- 鄺焯華先生
- 鄺達成先生
- 關綺雯女士
- 蘇平治先生
- 蘇祐安先生